# ستیغ عصبی
ستیغ عصبی (neural crest) یا تاج عصبی نواری تیغه‌مانند از یاخته‌های بنیادی در ناحیهٔ پشتی ـ کناری لولهٔ عصبی است که گره‌های نخاعی و مغزی و برخی ساختارهای دیگر را به وجود می‌آورد.
همچنان که چین‌های عصبی با یکدیگر جوش می‌خورند و لولهٔ عصبی را تشکیل می‌دهند، برخی از سلول‌های نورواکتودرمی که در طول کنارهٔ هریک از چین‌ها واقع می‌گردند پیوستگی اپی‌تلیال و همچنین اتصالات خود به سلول‌های مجاور را از دست می‌دهند. با جدا شدن لوله عصبی از برون‌پوست (اکتودرم) سطحی این سلول‌های نورواکتودرمی نیز که سلول‌های ستیغ عصبی نامیده می‌شوند به طرف لولهٔ عصبی مهاجرت می‌کنند. سلول‌های یادشده در ابتدا تودهٔ تخت و نامنظمی به نام ستیغ عصبی را بین لولهٔ عصبی و برون‌پوست روی آن ایجاد می‌نمایند. ستیغ عصبی به زودی به دو بخش راست و چپ تقسیم می‌شود که به بخش‌های پشتی-خارجی لولهٔ عصبی مهاجرت کرده و در این محل‌ها گانگلیونهای اعصاب نخاعی (گانگلیون‌های ریشهٔ پشتی) و مغزی (قسمت‌هایی از گانگلیون‌های اعصاب ۵، ۷، ۹، ۱۰) و همچنین گانگلیون‌های دستگاه عصبی خودکار را به وجود می‌آورند.
ستیغ عصبی علاوه بر سلول‌های گانگلیونی، غلاف‌های اعصاب (سلول‌های شوان) و پوشش مننژیال مغز و نخاع (حداقل نرم‌شامه و عنکبوتیه) را تشکیل می‌دهند. بسیاری از سلول‌های ستیغ عصبی در جهت شکمی و کناری شروع به مهاجرت نموده و با توزیع گستردهٔ خود در بخش‌های مختلف بدن، دارای مشتقات مهمی هستند. از جمله این مشتقات می‌توان سلول‌های رنگدانه‌ای مغز، غده فوق کلیه و چندین جزء عضلانی و اسکلتی سر را نام برد.